# 春捺钵遗址群
春捺钵遗址群位于位于吉林省松原市乾安县，第七批全国重点文物保护单位。
捺缽是辽朝皇帝的行营。《辽史》所记：春捺钵曰鸭子河泺。辽之后，春捺钵所在不详。一般认为在长春州（今吉林省前郭尔罗斯蒙古族自治县塔虎城）、鸭子河泺一带，但并未发现遗址。2009年第三次全国文物普查，乾安县文物工作者在赞字乡后鸣村花敖湖畔发现大量土台。吉林省文物局认为此处遗址即是春捺钵遗址。先后共发现四处遗址群。
2011年，以“辽春捺钵遗址群”之名列入第三次全国文物普查百大新发现。2013年，中国国务院以“春捺钵遗址群”之名列入第七批全国重点文物保护单位（古遗址）。2014年，对其进行考古挖掘。结束后，断定此处是季节性营地遗址，规模超过普通的村庄和城市。并入选2014年度中国十大考古新发现初评名单，但未能进入最终名单。2016年，吉林省首次面向社会公众开放了春捺钵遗址群等考古发掘现场，并以此开启了“吉林考古旅游文化元年”。